# HenneseeSchleife
De HenneseeSchleife is een langeafstandsfietsroute in Duitsland. De route maakt een lus vanuit het dal van de Ruhr langs de Hennesee en terug richting het dal van de Ruhr. Het traject is bewegwijzerd in twee richtingen.

## Traject
De route begint en eindigt in Meschede in het Sauerland aan de Ruhr. Ze voert zuidwaarts langs de Hennesee. In Eslohe kan worden aangesloten op de Sauerland-Radring en op de Ruhr-Sieg-Radweg. Deze laatste loopt parallel mee terug naar de Ruhr in Wennemen. Daarna loopt de route parallel met de Ruhrtalradweg tot Meschede.
De route volgt deels de oude spoorlijn Finnentrop - Wennemen.

## Aansluitingen met andere routes
- In Meschede kan worden aangesloten op de Ruhrtalradweg.
- In Eslohe kan worden aangesloten op de Sauerland-Radring.
- Tussen Eslohe en Wennemen loopt de route parallel met de Ruhr-Sieg-Radweg.
- Tussen Wennemen en Meschede loopt de route parallel met de Ruhrtalradweg.
- Op elk willekeurig punt kan gebruik worden gemaakt van het fietsroutenetwerk ter plaatse.